# Saropogon jugulum
Saropogon jugulum är en tvåvingeart som först beskrevs av Friedrich Hermann Loew 1847.  Saropogon jugulum ingår i släktet Saropogon och familjen rovflugor. Inga underarter finns listade i Catalogue of Life.